# Nyfou
Nyfou est une localité située dans le département de Gossina de la province du Nayala dans la région de la Boucle du Mouhoun au Burkina Faso.